# Municipio de San Pedro el Alto
El municipio de San Pedro el Alto es uno de los 570 municipios que conforman al estado mexicano de Oaxaca. Pertenece a la región sierra sur.

## Geografía

### Límites municipales
Tiene límites administrativos con los siguientes municipios y/o accidentes geográficos, según su ubicación:
| Noroeste: San Mateo Río Hondo                   | Norte: San Miguel Suchixtepec |                              |
| Oeste: San Mateo Río Hondo, San Agustín Loxicha |                               | Este: San Marcial Ozolotepec |
|                                                 | Sur: Candelaria Loxicha       | Sureste: Pluma Hidalgo       |

### Fisiografía
El municipio pertenece a la subprovincia de la cordillera costera del sur, dentro de la provincia de la Sierra Madre del Sur. Parte de su territorio lo constituye el sistema de topoformas de la sierra alta compleja, y la sierra de cumbres tendidas. El relieve predominante es de montaña.

### Hidrografía
San Pedro El Alto se relaciona con la subcuenca del río Copalita y otros, pertenecientes a la región hidrológica de Costa de Oaxaca-Puerto Ángel. 

## Clima
El clima del municipio es templado subhúmedo con lluvias en verano o semicálido húmedo con abundantes lluvias en verano. El rango de temperatura promedio es de 16 a 18 grados Celsius, el máximo promedio va de 22 a 24 grados y el mínimo promedio es de 6 a 8 grados. El rango de precipitación media anual es de 1200 a 1500 mm y los meses de lluvia son de noviembre a abril.